# 茶马互市
茶马互市，古代中国中原地区与西南和西北民族和国家的一种贸易方式，兴于唐宋，盛于明清。中原地区的官商或者私商用茶叶、盐、纺织品、五金换取其他民族或者別国的马匹、毛皮、药材等。茶马互市範圍近與蒙古族、藏族等通商，远至缅甸、印度、中亚地区和俄罗斯等地。